# Travis Jayner
Travis Jayner (Riverview, 9 maggio 1982) è un ex pattinatore di short track statunitense.

## Palmarès

### Olimpiadi
- 1 medaglia:
  - 1 bronzo (5000 m staffetta a Vancouver 2010).

### Campionati mondiali
- 3 medaglie:
  - 1 argento (5000 m staffetta a Sofia 2010);
  - 2 bronzi (5000 m staffetta a Milano 2007 e 5000 m staffetta a Sheffield 2011).

### Campionati mondiali a squadre
- 1 medaglia:
  - 1 bronzo (Heerenveen 2009).